# تشيزلو سيرانياك
تشيزلو سيرانياك (بالبولندية: Czesław Cyraniak)‏ (1 يونيو 1914 – 11 سبتمبر 1939) هو ملاكم بولندي راحل، مثّل بلاده في الألعاب الأولمبية الصيفية 1936.

## روابط خارجية
تشيزلو سيرانياك على موقع أوليمبيديا (الإنجليزية)
- تشيزلو سيرانياك على موقع اللجنة الأولمبية البولندية (مؤرشف) (البولندية)